# Escribir en el aire
Escribir en el aire, es un libro de crítica literaria y cultural escrito por el peruano Antonio Cornejo Polar.
Definir lo latinoamericano en un contexto cultural es una tarea si no difícil, complicada. Así lo constata el debate que en torno al tema se dio en la década de los 80 y 90 entre críticos del pensamiento latinoamericano como Ángel Rama, Néstor García Canclini y Antonio Cornejo Polar en el análisis que cada uno realiza de la problemática cultural de la región. Escribir en el aire: ensayo sobre la heterogeneidad socio-cultural en las literaturas andinas(1994) del profesor y crítico literario Antonio Cornejo Polar intenta principalmente teorizar acerca del concepto de heterogeneidad en la literatura y la cultura andinas.  El autor problematiza el concepto de identidad latinoamericana, partiendo de la observación de una configuración diversa y múltiplemente conflictiva de lo latinoamericano que pone en cuestión la construcción de espacios de pertenencia y legitimidad.

## Reseña
Escribir en el aire.: Ensayo sobre la heterogeneidad socio-cultural de las literaturas andinas comienza señalando el carácter disperso y contradictorio de la literatura latinoamericana como consecuencia de procesos multiculturales y transculturales que explican su condición híbrida. Desde la introducción, Cornejo es claro acerca de su interés de retomar el tema de la desestabilizadora variedad e hibridez de la literatura latinoamericana: 

He querido hacer este recuento para subrayar que el actual debate sobre la proliferante dispersión de nuestra literatura y de  la índole ríspida de su constitución, como que es hechura de desencuentro, quiebras y contradicciones, pero también de soterradas y  azarosas intercomunicaciones, es consecuencia del progresivo y orgánico ejercicio del pensamiento crítico latinoamericano y de su fluida relación con la literatura que le es propia.

### Título
El título Escribir en el aire alude a unos versos de España, aparta de mí este cáliz de César Vallejo:
```

```

Solía escribir con su dedo grande en el aire

Papel de viento […]
						                                
Pluma de carne […]

¡Viban los compañeros
										                            
a la cabecera de su aire escrito!
										                     
Y volvió a escribir con el dedo en el aire:
									                 
“¡Viban los compañeros!”  Pedro Rojas

Allí, Vallejo se esmera por “un lenguaje a caballo” entre escritura y oralidad y que, como afirma Cornejo Polar, es un lenguaje que “se escribe”, es cierto, pero en “el aire”, sobre un “papel de viento” y cuyo instrumento –como en la voz- es la materia del cuerpo (el “dedo” convertido en “pluma de carne”).

### Capítulo I
El primer capítulo analiza la relación entre oralidad y escritura al margen de la filología, partiendo de la crónica de Cajamarca. El encuentro entre el Inca Atahualpa y Vicente Valverde registrado en la crónica de Cajamarca designa, para Cornejo, el grado cero de la interacción entre lo oral y lo escrito y pone de manifiesto un antagonismo patente hasta la actualidad en la naturaleza dislocada de la literatura latinoamericana.    El génesis de la heterogeneidad literaria andina queda documentada en el diálogo entre Atahualpa y el padre Valverde en Cajamarca. Allí se describe la tensión generada por el encuentro de dos mundos completamente discordantes; por un lado América y por el otro España, por un lado la tradición oral representada en la palabra proveniente de la voz del supremo Inca y por el otro la tradición escrita representada en el libro sagrado de occidente y el simbolismo de la ley allí contenida. Como señala Cornejo, este episodio en la historia de la conquista española tuvo múltiples implicaciones de variada índole y sirvió como referente a crónicas y otros textos posteriores.
El diálogo entre Atahualpa y Valverde, mediado por la ruptura en la comunicación, describe una escena bilingüe en la cual Valverde en representación del imperio hispano demanda al Inca la sujeción a la fe católica y, simbólicamente, a la corona española.   Con el detalle de un mal intérprete de por medio, surge el acontecimiento que desencadena la acción: el rechazo de Atahualpa al libro por considerar que este es incapaz de hablarle.  El gesto de resistencia que supone arrojar el libro (autoridad) al suelo es clave para entender la complejidad del carácter heterogéneo de las letras y la vida social de América Latina. 
Cornejo Polar recopila varias versiones testimoniales del encuentro en Cajamarca las cuales transcribe partiendo de la versión más antigua: La carta […] a la Audiencia de Santo Domingo escrita por Hernando Pizarro en 1533. A partir del relato de Pizarro surgen un sinnúmero de versiones; unas ampliadas, otras estilizadas, generadas gracias a la carga simbólica de este suceso que reclama una constante escritura.

#### Proceso de homogeneización
Pasando por las versiones de Zárate y Gómara, que aportan al discurso evangelístico; la versión estilizada de Benzoni; la crónica “objetiva” de Cieza de León; la versión crítica de Cabello de Balboa, y la más objetiva de Martín de Murcia, Cornejo apunta al asunto de la representación de la reacción del Inca ante el libro. También se mencionan las versiones de Pedro Pizarro como la más corta y la de Xerex como la más elaborada donde Atahualpa se maravilla de la escritura. La única versión del encuentro narrada por un indígena –o desde la óptica indígena- es la de Guamán Poma de Ayala que hace énfasis en el enfrentamiento entre la voz y la letra evocando la oralidad de forma casi obsesiva. La del Inca Garcilaso se presenta como una de las versiones más fieles, cuidando de evidencias la validez de sus fuentes y a la vez refutando las versiones comunes –entre ellas la de Pedro Pizarro. Garcilaso se alinea con Guamán Poma al restar importancia al libro e instalar “el drama de Cajamarca en el horizonte de la pura oralidad.”
Señala Cornejo que lo sucedido en Cajamarca fue un ritual de poder representado en el libro y su condición escrita cuyo propósito dialógico no se cumplió ya que requería establecer una relación de sumisión sobre la oralidad-es decir, que simbólicamente Atahualpa aceptara sin resistencias someterse a los intereses que representaba Valverde. Ante la desobediencia del Inca, la escritura irrumpe de manera violenta en el nuevo mundo, no como respuesta a una necesidad de comunicación sino como un símbolo de orden y autoridad cuyo significado está muy ligado al de Poder. En este orden de ideas, pues, el libro adquiere una dimensión más fetichista que textual pues se erige más como un gesto de dominio que como un acto de lenguaje y deja fuera de toda materialidad a la oralidad indígena. Como lo señala el crítico peruano, “el triunfo inicial de la letra es en los Andes la primera derrota de la voz.[cita requerida] Lo que en el fondo Escribir en el aire pone de manifiesto es la posibilidad de invertir el énfasis hacia el fracaso del libro como un acto lingüístico. 
La derrota de la oralidad no adquiere el sentido de tragedia hasta cuando se descubre el verdadero carácter de la conquista. El punto central en el argumento de Cornejo Polar se articula alrededor de la afirmación de que en los márgenes del discurso sobre la muerte de Atahualpa y fuera del mismo se acumulan una diversidad de versiones, con frecuencia contradictorias, que evidencian la variabilidad cultural de las conciencias históricas. Esta variedad en la forma de recordar el suceso, otorgándole legitimidad por el hecho de ser recordado, es la manera en que se manifiesta el carácter heterogéneo de las literaturas andinas y en general, hispanoamericanas pues no se limitan a la narración escrita sino que recurren a menudo a las danzas rituales o teatrales. La lectura que de estos textos hace Cornejo Polar es la de “sujetos enfrentados entre sí dentro de un proceso cuyas etapas más cercanas no invalidan del todo las anteriores.[cita requerida] Señala Cornejo Polar que en estos textos funcionan dinámicas que provienen de la oralidad o de fuera del marco de la escritura. Por lo tanto en estos discursos escénicos se concluye que la escritura no ha desplazado del todo las normas de la expresión oral. 
El pensamiento central que cruza el texto de Cornejo Polar es que el lenguaje escrito se asocia desde el comienzo de la historia literaria latinoamericana firme, rápida y consistentemente con el poder. Por consiguiente, se puede deducir que Escribir en el aire intenta evidenciar una incompatibilidad radical entre oralidad y escritura como marco global de la representación de los sucesos de Cajamarca. Incompatibilidad que se expresa en una agresividad mutua que inaugura el espacio de contradicción en que confluyen las dos y que determinan lo latinoamericano. En "La literatura peruana: realidad contradictoria" (1983), Cornejo Polar había afirmado que “la historia que comienza en Cajamarca es […] la historia de una contradicción” y que la totalidad histórica y discursiva “está tejida por y con contradicciones.”

### Capítulo II
La segunda parte de Escribir en el aire examina el discurso de la homogeneidad de –o intento de homogeneizar- la literatura latinoamericana. El discurso emancipador proponía una comunidad lo suficientemente integrada como para imaginarse a sí misma como nación . A partir de Garcilaso y su autodefinición como Inca (indio) hay un reconocimiento de la alteridad, conciencia de heterogeneidad que se propone acabar abruptamente con el discurso independentista. Como lo define Andrés Bello, “si la nación pretende existir como tal requiere del papel homogeneizador del idioma como productor de la imagen socializada de la comunidad." Ricardo Palma, uno de los escritores andinos incluidos en el estudio de Cornejo Polar, escribe dentro de esta finalidad propiciadora de una comunidad nacional. El discurso de Palma intenta diluir las contradicciones que atentan contra la unidad nacional(o contra la idea de nación), creando, a través del lenguaje, espacios homogéneos dentro de una realidad que, como señala Cornejo Polar, “es abrumadoramente heterogénea.”  
Escribir en el aire pone en evidencia la preocupación de las primeras obras de la novelística latinoamericana por un orden social concerniente a las nacionalidades y las relaciones de familia cuya trama se puede leer como una alegoría de la nación. Novelas como Cumandá, Aves sin nido y Juan de la Rosa afirman el deseo por una literatura homogénea, metáfora de la nación que sin embargo evidencia un problema de base: el de la identidad aún no resuelta. En Cumandá, Cornejo problematiza la oblicua figuración de la nación en las aventuras que su autor,  Juan León Mera, narra. En Cumandá los problemas en la constitución de la nación ecuatoriana no se aluden sino que su enfoque es el conflicto entre civilización cristiana y salvajismo. La diferencia entre la oralidad y la escritura es clara: la escritura pertenece a los blancos mientras que la oralidad pertenece a los salvajes. La familia, núcleo social básico común a las literaturas de este periodo y el incesto como uno de los problemas dentro de la misma, aparecen como elementos altamente homogeneizadores. En Aves sin  nido, se analizan elementos igualmente alegóricos de la nación y sus problemas a través de la imagen conflictiva de la familia y “las relaciones interpersonales que la fundan y la rodean."
El mestizaje así como el incesto, cumplen una función homogeneizante y este último evidencia el asunto de un orden mal constituido, según Cornejo Polar. Juan de la Rosa de Nataniel Aguirre es, según Cornejo, la obra que aborda más abiertamente el tema de la formación de las naciones andinas. Juan de la Rosa constituye una historia ejemplar como forjadora de la independencia de Bolivia y alegoriza la nacionalidad mediante las relaciones de parentesco. De nuevo el mestizaje funciona como marco a la idea de nación. El mestizo es en tanto que elemento homogeneizador, la prueba viviente de una “síntesis cultural”, intermediario entre criollos e indios.  Afirma el crítico que el mestizo se constituye en espacio de convergencia; espacio de homogeneidad y de armonía.

### Capítulo III
En la tercera parte del texto se describe la transición de una voluntad conciliadora en los escritores del período independentista hacia un nuevo hombre, el de las vanguardias. Del mestizaje se hace tránsito a un nuevo sujeto productor de cultura y de un lenguaje nuevo.  La experimentación de las vanguardias evidencia una insatisfacción general frente al lenguaje. Surgen cuestiones como el problema de la representación y el de la autenticidad. Según Cornejo, Mariátegui y Vallejo resuelven esta contradicción construyendo un orden nuevo. En Huasipungo, Jorge Icaza vincula oralidad y escritura abriendo el lenguaje del arte popular «a las solicitaciones del habla» lo cual implica un esfuerzo por oralizar la escritura. Es decir, hay que llevar a la escritura el habla de los que no escriben. Este esfuerzo de escribir el habla común, construyendo vínculos intersociales, interculturales e interétnicos que aportan homogeneidad al universo literario, es un signo de una realidad sociocultural conflictiva y contradictoria.